# Lac Canotaicane
Le lac Canotaicane est un plan d'eau douce du versant Sud de la rivière Rupert, traversé par la rivière De Maurès, dans Eeyou Istchee Baie-James (municipalité), dans la région administrative du Nord-du-Québec, dans la province de Québec, au Canada.
Ce plan d'eau fait partie de la Réserve faunique des Lacs-Albanel-Mistassini-et-Waconichi. La foresterie constitue la
principale activité économique du secteur ; les activités récréotouristiques en second. Les zones environnantes sont propices à la chasse et à la pêche.
Le bassin versant du lac Canotaicane est desservi par quelques routes forestières pour la foresterie et les activités récréotouristiques.
La surface du Lac Canotaicane est habituellement gelée de la fin octobre au début mai, toutefois la circulation sécuritaire sur la glace se fait généralement de la mi-novembre à la fin d'avril.

## Géographie
Les principaux bassins versants voisins du lac Canotaicane sont :
- côté nord : rivière Natastan, rivière Rupert ;
- côté est : lac Boisfort, lac Miskittenau, rivière Natastan, baie Radisson, lac Mistassini, lac Albanel ;
- côté sud : lac Boisfort, lac Avranches, lac Troilus, lac Frotet, lac Châtillon (rivière Châtillon) ;
- côté ouest : lac Montmort, lac Potel, lac de l'Hirondelle, rivière à la Marte (rivière Rupert), lac de la Passe, lac Courseron, lac Villon.

Situé à l'ouest du lac Mistassini, le lac Canotaicane comporte une superficie de 56,01 km2. Ce lac comporte une longueur de 41,0 km, une largeur maximale de 4,0 km et une altitude de 331 m.
Le Lac Canotaicane comporte 145 îles, de nombreuses baies et presqu'îles. Les principales caractéristiques de ce lac sont (sens horaire à partir de l'embouchure située au nord-est) :
Partie nord-est du lac
- une presqu'île s'étirant vers l'ouest sur 2,4 km et 4,6 km comportant une montagne dont le somme est à 409 m. Note : cette presqu'île barre l'embouchure du lac et constitue la rive sud de la rivière Natastan laquelle passe dans ce segment du côté Sud de l'île du nord-ouest ;
- une baie s'étirant sur 2,2 km vers du nord-est, jusqu'à l’isthme de 0,5 km rattachant la presqu'île précédente à la rive est du lac ;
- deux îles (longueur : 1,3 km et 1,0 km ;
- une presqu'île s'étirant sur 4,0 km vers le sud-ouest ;
- une baie s'étirant sur 3,7 km vers du nord-est et adossée au sud-est de la presqu'île précédente ;
- une presqu'île s'étirant sur 2,3 km vers le sud-ouest en formant un crochet à son extrémité et adossée au sud-est de la baie précédente ;
- une baie s'étirant sur 2,5 km vers l'est et adossée au sud de la presqu'île précédente ;
- un détroit de 0,2 km de largeur reliant la partie nord-est et la partie sud-ouest du lac ;

Partie sud-ouest du lac
- une baie s'étirant sur 1,4 km vers le sud et recueillant une décharge de quelques lacs en amont ;
- une baie s'étirant sur 2,3 km vers le sud-est et recueillant deux petites décharges. Note : cette baie comporte une baie secondaire s'étirant sur 2,6 km vers le sud-ouest, étant barrée au nord-ouest par une presqu'île s'étirant sur 2,7 km, soit dans l'axe de ce segment du lac ;
- une baie s'étirant sur 3,0 km vers l'est et recueillant deux petites décharges. Note : cette baie comporte une baie secondaire s'étirant sur 3,0 km vers le sud-ouest, en forme de crochet ; cette baie secondaire recueille la décharge de lacs en amonts ;
- une baie étroite s'étirant sur 3,9 km vers le sud et recueillant une décharge de quelques lacs en amont. Note : cette baie forme l'extrémité Sud-Ouest du lac ;
- une baie s'étirant sur 3,7 km vers le nord formant un boomerang et recueillant la décharge (venant du sud-ouest) du lac Robineau ;
- deux petites baies de la rive nord-ouest, barrées au sud-ouest par une presqu'île s'étirant sur 1,0 km vers l'est ;
- une baie s'étirant sur 5,2 km vers le nord incluant le lac de 1,5 km de diamètre à son extrémité. Note : cette baie comporte une baie secondaire s'étirant sur 8,3 km vers du nord-est ;
- une baie s'étirant sur 3,7 km vers le sud-ouest. Note : cette baie comporte une baie secondaire s'étirant sur 0,7 km vers l'ouest. Cette baie secondaire recueille la décharge de lacs en amont.

L'embouchure du lac Canotaicane est localisée au fond d'une baie au nord-est du lac, soit à :
- 54,6 km à l'ouest d'une baie du lac Mistassini ;
- 3,3 km au nord-ouest d'un sommet de montagne de 425 m ;
- 8,2 km du sommet de montagne de 553 m ;
- 0,4 km au sud-ouest de l'embouchure de la décharge du lac Canotaicane (confluence avec la rivière Natastan) ;
- 63,1 km à l'ouest de l'embouchure du lac Mistassini (confluence avec la rivière Rupert ;
- 56,0 km au sud-est de l'embouchure du lac Mesgouez (lequel est traversé par la rivière Rupert) ;
- 101,7 km au nord du centre du village de Mistissini (municipalité de village cri) ;
- 148,4 km au nord du centre-ville de Chibougamau ;
- 297 km au nord-est de la confluence de la rivière Rupert et de la baie de Rupert[1].

À partir de l'embouchure du lac Canotaicane, la décharge coule sur 0,5 km vers du nord-est jusqu'à la rivière Natastan. Le courant de cette dernière contourne par le sud l'île du nord-ouest, pour rejoindre le lac La Bardelière, puis emprunte vers l'ouest le cours de la rivière Rupert jusqu'à la Baie James.

## Toponymie
La graphie de ce toponyme résulte de la transcription simple du nom amérindien « Kanotaikan » indiqué sur une carte géographique de 1933. La signification de ce toponyme reste inconnue.
Ce plan d'eau est positionné sur la route de canots menant du lac Mistassini, à la baie James, via les lacs Mesgouez et Nemiscau. En 1900, l'explorateur O'Sullivan a cartographié ce lac sans toutefois lui attribuer un nom ; dans son journal, il décrit la région environnante comme très montagneuse. Il a noté la présence de plusieurs brûlés où la forêt avait disparu.
Le toponyme "lac de Canotaicane" a été officialisé le 5 décembre 1968 par la Commission de toponymie du Québec, soit à la création de la commission.